# Halecium fragile
Halecium fragile är en nässeldjursart som beskrevs av Hodgson 1950. Halecium fragile ingår i släktet Halecium och familjen Haleciidae. Inga underarter finns listade i Catalogue of Life.